# Mesosa undata
Mesosa undata är en skalbaggsart som först beskrevs av Fabricius 1793.  Mesosa undata ingår i släktet Mesosa och familjen långhorningar.
Artens utbredningsområde är Laos. Inga underarter finns listade i Catalogue of Life.